# Долна Стреда
Долна Стреда (слч. Dolná Streda) насељено је мјесто са административним статусом сеоске општине (слч. obec) у округу Галанта, у Трнавском крају, Словачка Република.

## Становништво
| Година:    | 1994. | 2004.   | 2014.   | 2024.    |
| ---------- | ----- | ------- | ------- | -------- |
| Број људи: | 1255  | 1374    | 1482    | 1778     |
| Разлика:   |       | +9,48 % | +7,86 % | +19,97 % |

| Година:    | 2023. | 2024.   |
| ---------- | ----- | ------- |
| Број људи: | 1790  | 1778    |
| Разлика:   |       | -0,67 % |

Према подацима о броју становника из 2024. године насеље је имало 1778 становника.